# 金派特務
是一部2021年上映的韓國動作喜劇電影，改編自美國電視劇《虎膽妙算》，由新人導演金亨柱創作劇本並執導。

## 劇情概要
由於大量槍枝將由中國流入韓國，菜鳥特務流茶熙（本名王愛玲，李先彬飾）尋求國情局指派的前輩臥底協助，卻變成與私家偵探禹手罕（金英光飾）陰錯陽差的合作過程，誤打誤撞的兩人在欠缺默契跟經驗下，如何協力完成任務？

## 演員陣容

### 主要人物
| 演員   | 角色             | 介紹                                                                         |
| 金英光 | 禹手罕           | 偵探事務所社長，只要有錢，找人或找寵物都可以，視錢如命的背後有不為人知的原因 |
| 李先彬 | 流茶熙（王愛玲） | 中國國家安全局的特務實習生。                                                 |

### 其他人物
| 演員      | 角色   | 介紹                                                           |
| 吳代煥    | 全勳   | 非法進口槍枝的黑道，有嚴重的潔癖，對韓國未來有一個遠大的理想。 |
| 徐鉉哲    |        | 刑事組組長。                                                   |
| 崔秉默    | 曹組長 | 國情院聯絡人。                                                 |
| 金太勳    | 申基祿 | 國情院人員。                                                   |
| 楊帆      | 大龍   | 韓國傭兵團成員。                                               |
| 柳周漢    | 小龍   | 韓國傭兵團成員。                                               |
| 朱利安·姜 | 尤林   | 斧頭幫成員。                                                   |
| 李相洪    |        | 斧頭幫行動隊長。                                               |
| 李智勳    |        | 國情院組長。                                                   |
| 朴志涓    |        | 杜斗浩的媽媽，派出所女警，丈夫跟手罕是同袍好友。               |
| 朴鎮洙    |        | 刑事組組員。                                                   |
| 崔泰煥    |        | 刑事組忙內。                                                   |
| 盧英學    |        | 電腦駭客，手罕的朋友。                                         |
| 羅光旭    | 劉德寶 | 中國國家安全部部長。                                           |
| 惠晶      |        | 國情院特工，身材火辣。                                         |
| 申基煥    |        | 國情院特工，擅長分析情報資訊。                                 |
| 徐範植    |        | 斧頭幫老大。                                                   |
| 朴光在    |        | 斧頭幫大塊頭成員。                                             |
| 禹康民    |        | 韓國傭兵團領隊。                                               |
| 韓甲洙    |        | 偵探事務所房東。                                               |
| 崔鍾南    | 朴斗植 | 企業社長，喜歡跳交際舞。                                       |
| 李柱原    | 杜斗浩 |                                                                |
| 金敏珠    |        | 舞蹈班講師。                                                   |
| 黃相慶    |        | 舞蹈班成員。                                                   |
| 陳佑鎮    |        | 中國國家安全部特工，負責道路安全。                             |

### 特別出演
| 演員   | 角色   | 介紹               |
| 黃汀旼 | 桃樂絲 | 尋找寵物狗的大媽。 |
| 洪錫天 | 洪錫天 | 同性心理開導人員。 |
| 張元英 |        | 申基祿的醫師。     |
| 金浩英 |        | 算命師。           |

## 製作
主題拍攝於2019年9月5日開始進行，同年12月4日殺青。

## 發行
本片於2021年2月17日在南韓上映。2021年10月29日在台灣上映。